# Padarn Beisrudd
Padarn Beisrudd IVe siècle (?) prince brittonique des Votadini.

## Contexte
Padarn Beisrudd ap Tegid ou Padarn à la Tunique Rouge (ou au Manteau écarlate) est le fils de Tegid, le père de Edern et le grand-père de Cunedda Wledig selon sa généalogie dans Généalogies du Jesus College MS. 20 : 
```
Cuneda m Edern m 
Padarn beisrud
 m tegyth m Iago m geneda6c m Cein m Gorein m Doli m G6rdoli m D6fyn m Gordofyn m Auallach m Amalech m Beli  m Anna val y dewetp6yt vchot
```

Le  surnom « Tunique Rouge » suggère la pourpre officielle de l’administration de l'empire romain, de plus les noms latins
celtisés : Edern [Aeternus], Padarn [Paternus] et Tegid [Tacitus] portés dans sa lignée semblent confirmer que sa famille gouvernait sous l'autorité romaine une partie du nord de l'île de Bretagne.
Comme grand-père de Cunedda on s'accorde sur le fait que  Padarn Beisrudd régnait sur la région de Manaw Gododdin habitée par les Votadini. Des relations amicales s'étaient nouées entre les Votadini et les romains depuis au moins le IIe siècle. Après la réorganisation de la région consécutive aux événements de 367/369 en Calédonie, leur chef tribal avait probablement été reconnu comme roi indépendant, qui avec ses forces avait la responsabilité d'exercer son autorité sur une partie du nord de la frontière nord du Firth of Forth. Cette époque correspondant avec la datation supposée  de Padarn Beisrudd.
La tunique de Padarn Beisrudd est l'un des  Treize Trésors de l'Île Bretagne car elle avait la propriété de bien aller sur un homme noble mais pas sur un rustre. D'autres versions avancent  qu'aucun mal ne surviendrait à quiconque la porterait, ou qu'elle conviendrait à un noble ou à un rustre, qu'il soit grand ou petit et qu'elle lui siérait aussi bien qu'à Padarn lui-même. Il convient de mentionner que Patern de Vannes était également réputé détenir une très belle tunique.

## Sources
- (en) Peter Bartrum, A Welsh classical dictionary: people in history and legend up to about A.D. 1000, Aberystwyth, National Library of Wales, 1993, PADARN BEISRUDD. (300)
- (en) Tim Clarkson, The Men of the North. The Britons of southern Scotland, Edinbourg, John Donald, 2010 (ISBN 9781906566180), p. 22-23 Padarn Red Tunic and the Northen Foederati.